# Sharon Doorson
Sharon Doorson (née le 24 avril 1987 aux Pays-Bas) est une auteur-compositeur-interprète néerlandaise, ses ancêtres vivaient au Suriname.
Elle sort son 1er album studio en 2013 qui s'est hissée au top 20 avec 3 singles top 30 en Hollande. Elle a fait partie des candidats de l'émission The Voice of Holland (saison 2), les quatre juges se sont retournés pour sa première audition.
Elle fut éliminée lors de la sixième semaine (demi-finale). Dans la compétition, son coach était Marco Borsato.

## Carrière

### Débuts de carrière (2004-2011)
Sharon Doorson a eu 10 années de leçon de danse et deux années de lesson de musique et de chants. À l'âge de six ans, elle gagne l'émission MiniPlaybackshow sur Dutch Television. En 2004, elle auditionne pour l'émission Popstar: les rivaux en Hollande, dans cette émission, les gagnantes se réunissaient pour créer un groupe de musique. Sharon gagna la compétition avec quatre autres filles, elles formèrent le groupe Raffish (nl), qui sortit le single Plaything, lequel se hissat no 1 en Hollande. Eva Simons était membre du groupe. Le groupe fut dissout en 2006. Après la dissolution du groupe, Sharon repart étudier au Conservatoire de Rotterdam.
Pendant ses études, elle a chanté au CATN Utrecht et a donc été présentée à la scène. Sharon Doorson a chanté  MC Sharon D avec différents DJ. Elle décide donc de prendre un nom de scène. Elle se fait donc appeler Miss Cherry. Elle est invitée à rejoindre la groupe Twenty 4 Seven aux côtés de Lianne van Groen et Stay-C mais décide de quitter le groupe après le premier single du groupe. Elle fit partie du groupe de 2009 à 2011.

### Début de carrière solo (2011-2012)
Après le succès de la première saison de The Voice of Holland, Sharon décide de participer à la deuxième saison du télé-crochet. Lors de son audition elle choisit de chanter la chanson It's a Man's Man's Man's World de James Brown, les quatre juges se sont retournés et elle choisit donc comme coach Marco Borsato qui la prit sous son aile,. Elle fut éliminée lors de la sixième semaine (demi-finale).
En 2012, Sharon Doorson signa un contrat avec le label de musique "Cloud 9 Music". Aussi le 14 septembre 2012, elle sortit son single Fail in Love qui fut certifié or en Hollande. Le single sortit successivement en Allemagne, Suisse, Autriche, Australie, Pologne, Russie, Ukraine, France, Italie, Espagne et Belgique.
Le 15 février 2013, elle sort le 2e single, High On Your Love qui fit un meilleur démarrage en Hollande, en se hissant no 7 sur iTunes. Le single se classa aussi no 100 sur Itunes Suisse. Et no 12 et 18 dans les charts néerlandais. Le single est sorti en France, il est devenu un tube après sa première semaine de diffusion sur NRJ.

### Killeret1erfilm(2013-2014)
Le 31 mai, elle sort le single Killer, le troisième single de son album Killer. Le 7 juin 2013, son album Killer sort dans les bacs. L'album contient des collaborations avec Mischa Daniels (Can't Live Without You) et Maison & Dragen (I'm Over You). L'album s'est classé no 20 du top 40 des albums néerlandais, il est resté trois semaines à cette place. Le 2 août 2013, le single Can't Live Without You en featuring avec Mischa Daniels est libéré. Le dernier single de l'album, intitulé Run Run sort le 27 septembre 2013. Le 18 juin 2014, elle fait ses premiers pas au cinéma dans le film familial Heksen Bestaan Niet (nl) dans le rôle Astra Sterrenheks. En 2014, elle est deux fois nommée au "Xite Awards" dans la catégorie Chanson Pop de l'année et dans la catégorie artiste féminine pop de l'année.

### 2ealbumstudio et 8Ball Music (2015-présent)

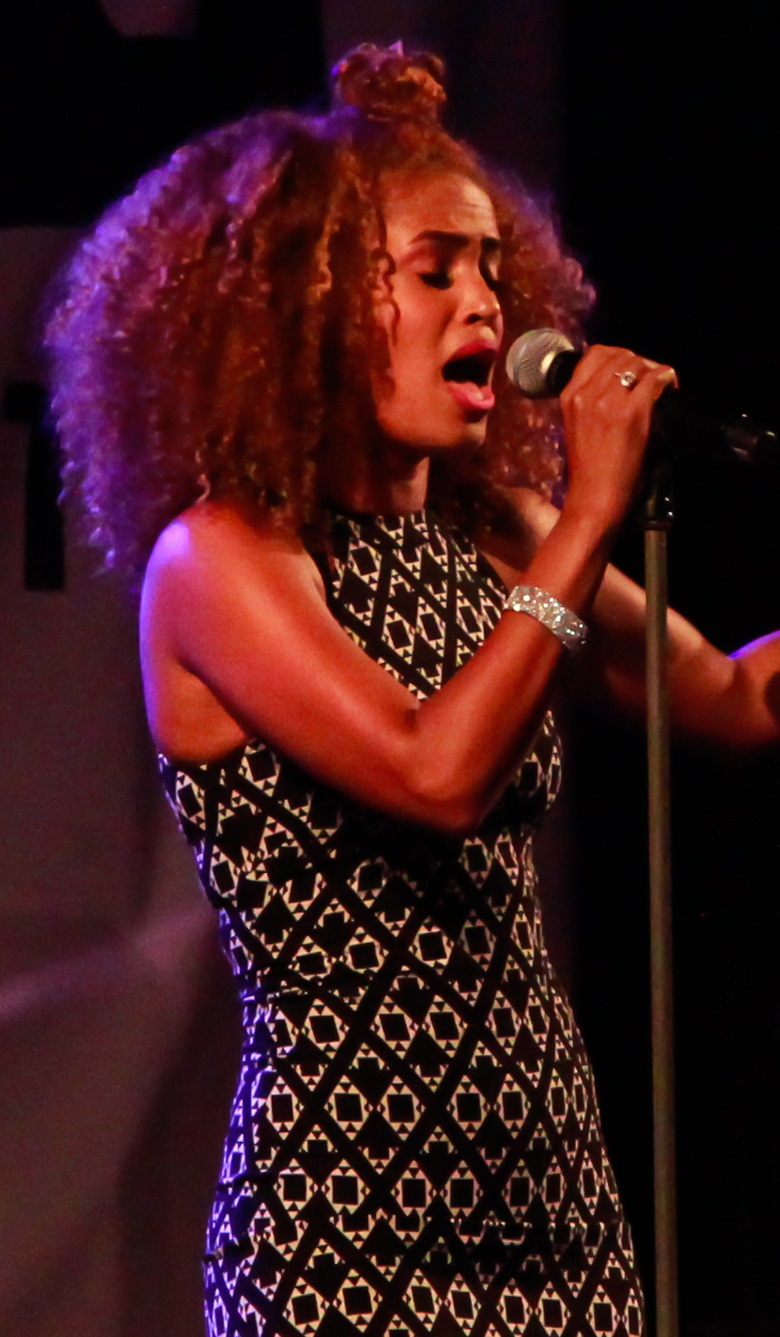
Sharon Doorson sur scène en 2015.

En 2015, Sharon Doorson signe un nouveau contrat d'enregistrement avec le label "8ball Music" où elle annonce le 1er mai 2015 qu'un nouveau single intitulé Electrify sortira. En mai elle a été élue "Pink Best Friend " au "LGBT Students Award", un prix décerné par la communauté LGBT. Son single Electrify est également devenu la chanson officiel de la Journée des étudiants LGBT 2015. Le 24 juillet 2015, sa chanson Something Beautiful sort sur iTunes.

## Discographie

### Album Studio
Solo
| Killer | - Sortie : 6 juillet 2013 - Format : CD, téléchargement - Label : Cloud 9 | 20 |

Avec Raffish
| 2005 | How Raffish Are You? | 14, |

### Singles
| Année | Titre                         | Meilleur position | Meilleur position | Meilleur position | Meilleur position | Meilleur position | Meilleur position | Album                  |
| Année | Titre                         | NL 40             | NL 100            | BE (FL)           | BE (WA)           | SUI               | FR                | Album                  |
| ----- | ----------------------------- | ----------------- | ----------------- | ----------------- | ----------------- | ----------------- | ----------------- | ---------------------- |
| 2011  | Ain't No Other Man            | —                 | —                 | —                 | —                 | —                 | —                 | (The Voice Of Holland) |
| 2012  | "I Have Nothing"              | —                 | —                 | —                 | —                 | —                 | —                 | (The Voice Of Holland) |
| 2012  | We Found Love                 | —                 | —                 | —                 | —                 | —                 | —                 | (The Voice Of Holland) |
| 2012  | Deeper Love                   | —                 | —                 | —                 | —                 | —                 | —                 | NC                     |
| 2012  | Fail In Love                  | 14                | 17                | —                 | —                 | 75                | —                 | Killer                 |
| 2013  | High On Your Love             | 12                | 18                | —                 | —                 | —                 | 144               | Killer                 |
| 2013  | Killer                        | 25                | 38                | —                 | —                 | —                 | —                 | Killer                 |
| 2013  | Run Run                       | 31                | 48                | —                 | —                 | —                 | —                 | Killer                 |
| 2014  | Louder                        | 58                | 53                | —                 | —                 | —                 | —                 | NC                     |
| 2015  | Electrify                     | 51                | —                 | —                 | —                 | —                 | —                 | NC                     |
| 2015  | "Something Beautiful"         | 35                | —                 | —                 | —                 | —                 | —                 | NC                     |
| 2015  | "Dance, Dance, Dance"         | —                 | —                 | —                 | —                 | —                 | —                 | NC                     |
| 2015  | "Something Good (ft. Digitzz) | —                 | —                 | —                 | —                 | —                 | —                 | NC                     |

### Remix
| Année | Titre                           | Itunes | Itunes | Itunes | Itunes | Itunes | Itunes | Itunes |  |
| Année | Titre                           | NET    | BE     | CH     | LIT    | CR     | EC     | GT     |  |
| ----- | ------------------------------- | ------ | ------ | ------ | ------ | ------ | ------ | ------ |  |
| 2012  | "Fail In Love (Radio Mix)"      | —      | —      | 30     | —      | —      | —      | —      |  |
| 2013  | "High On Your Love (Radio Mix)" | —      | —      | —      | 78     | —      | —      | —      |  |

### Single en featuring
| 2013 | Koningslied (ft. Various Artists)        | 2  | 1 | 41 | 1  | 20 | —  | —  |
| 2013 | Can't Live Without You (ft. M. Daniels)  | 44 | — | —  | —  | —  | 28 | 25 |
| 2014 | "Blijf Hangen (ft. Reverse & Jayh)"      | 46 | — | —  | 87 | —  | —  | —  |
| 2015 | "Feel Like Dancing (ft. Nils van Zandt)" | —  | — | 42 | —  | 46 | —  | —  |

## Filmographie[25]
- 2013 : Ik hou van Holland (version néerlandaise de "tout le monde aime la France") : Elle-même (participante)
- 2014 : De Jongens tegen de Meisjes (nl) : Elle-même (participante)
- 2014 : Katie et le Clan des 5 sorcières : Astra

## Distinctions
| Année | Prix               | Catégorie                       | Travail nommé     | Résultat   | ref.   |
| ----- | ------------------ | ------------------------------- | ----------------- | ---------- | ------ |
| 2014  | Xite Awards        | artiste féminine pop de l'année | Elle-même         | Nomination | ,      |
| 2014  | Xite Awards        | Chanson Pop de l'année          | High on Your Love | Nomination | ,      |
| 2015  | LGBT Student Award | Pink Best Friend                | Elle-même         | Lauréat    | [ 27 ] |